# Albaner im Vereinigten Königreich
Die Albaner im Vereinigten Königreich albanisch Shqiptarët në Mbretërinë e Bashkuar, englisch Albanians in the United Kingdom (UK) stellen mit geschätzt über 50.000 Personen eine große Einwanderergruppe des Landes dar. Die meisten Albaner leben in London, aber auch in Birmingham und Oxford gibt es Gebiete mit einer relevanten albanischen Bevölkerung.
Es sind meist Migranten aus dem ehemaligen Jugoslawien (heute Kosovo) sowie einige aus Albanien. Die Volkszählung im Jahre 2011 ergab 13.295 Personen mit Geburtsland Albanien und 28.390 Personen mit Geburtsland Kosovo in England sowie 120 respektive 56 in Wales, 196 resp. 215 in Schottland und 55 respektive 44 in Nordirland.
Nur 30 Albaner sollen um 1989 in Großbritannien gelebt haben; offizielle Quellen sprechen aber von 338 registrierten Albanern im Jahr 1991. Zuerst kamen vor allem Albaner aus der gebildeten, Englisch sprechenden Elite des Kosovos. Später schleusten albanische Banden immer mehr Mitglieder ein – Albaner wurden zu einem Problem der inneren Sicherheit. Im Jahr 1997 wurden rund 30.000 Albaner gezählt. Für 2008 wurde die Zahl der Albaner auf 70.000 bis 100.000 geschätzt.

## Bekannte Albaner im Vereinigten Königreich
- Almen Abdi, Fußballer
- Valon Behrami, Fußballer
- Mariela Cingo, Pianistin

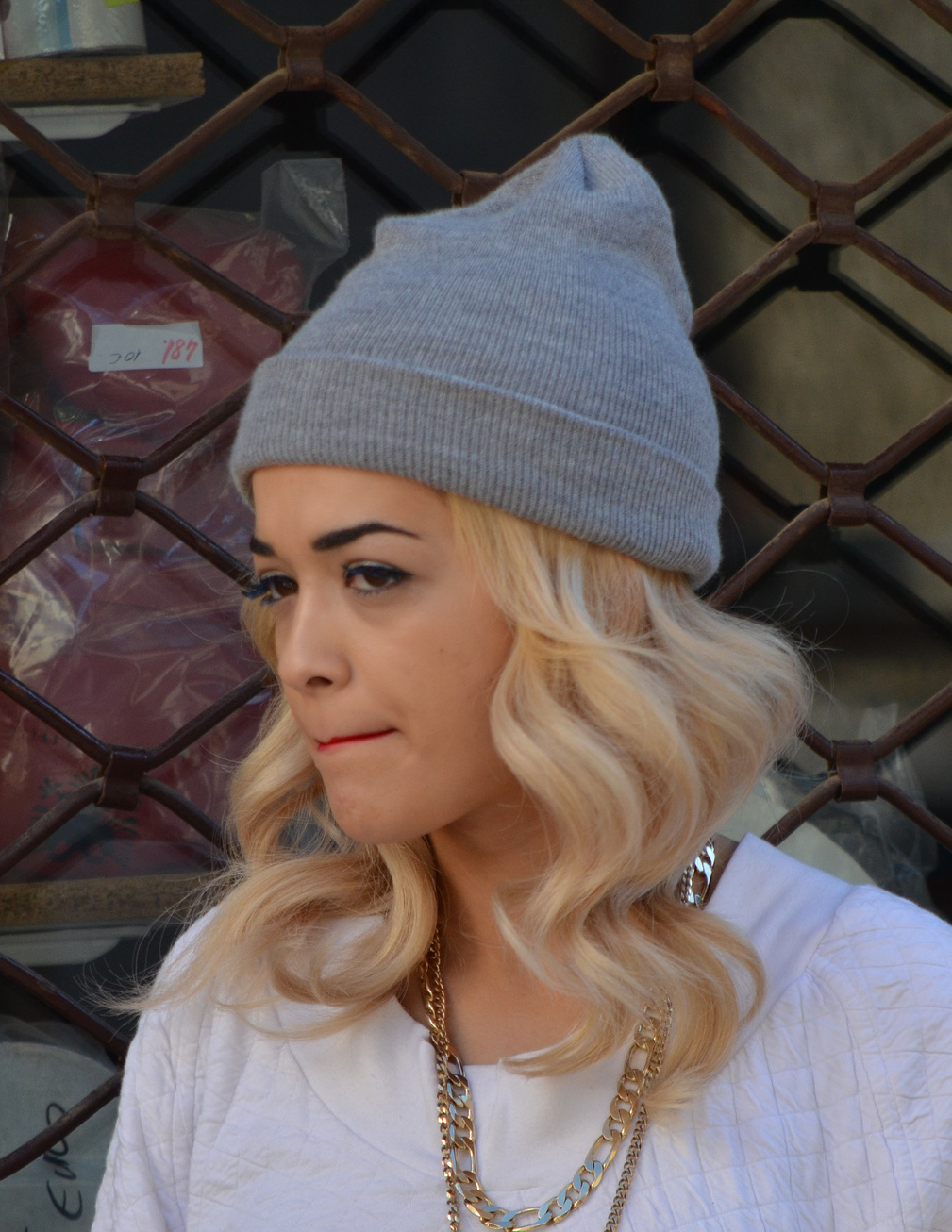
Rita Ora

- Erjon Dollapi, Rugby-League-Spieler
- Valentin Gjokaj, Fußballer
- Zeli Ismail, Fußballer
- Adnan Januzaj, Fußballer
- Olsi Krasniqi, Rugby-League-Spieler
- Eder Kurti, Boxer
- Dua Lipa, Musikerin
- Rita Ora, Musikerin
- Kreshnik Qato, Boxer
- Thomas Simaku, Komponist
- Leonita Xhaka, früher Leonita Lekaj, Ehefrau von Granit Xhaka